# Jumanos

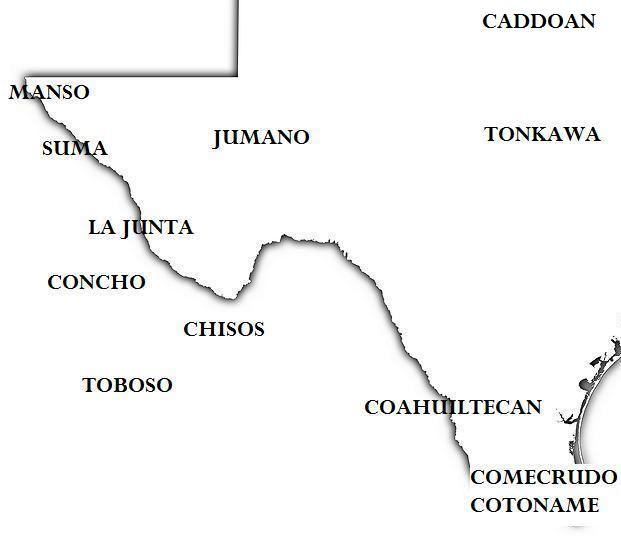
Carte situant la région où vivaient les Jumanos

Les Jumanos étaient des peuples amérindiens vivant dans l'ouest du Texas, au Nouveau-Mexique et au nord du Mexique. Ils utilisaient un langage de la famille uto-aztèque.